# Herman Andersen
Herman Viktor Gunder Andersen (ur. 22 grudnia 1904 w Aarhus zm. 10 sierpnia 1955 tamże) – duński zapaśnik walczący w stylu klasycznym. Dwukrotny olimpijczyk. Zajął siódme miejsce w Amsterdamie 1928 i siedemnaste w Paryżu 1924. Walczył w wadze koguciej.
Mistrz Danii w latach 1924-1930.

## Letnie Igrzyska Olimpijskie 1924
| Konkurencja          | Rundy eliminacyjne     | Rundy eliminacyjne     | Klas. końcowa |
| Konkurencja          | Przeciwnik I           | Przeciwnik II          | Miejsce       |
| -------------------- | ---------------------- | ---------------------- | ------------- |
| 58 kg styl klasyczny | Henri Dierickx (BEL) P | Sven Martinsen (NOR) P | 17.           |

## Letnie Igrzyska Olimpijskie 1928
| Konkurencja          | Rundy eliminacyjne     | Rundy eliminacyjne        | Rundy eliminacyjne    | Rundy eliminacyjne     | Klas. końcowa |
| Konkurencja          | Przeciwnik I           | Przeciwnik II             | Przeciwnik III        | Przeciwnik IV          | Miejsce       |
| -------------------- | ---------------------- | ------------------------- | --------------------- | ---------------------- | ------------- |
| 58 kg styl klasyczny | Jindřich Maudr (CSK) P | Burhan Conkeroğlu (TUR) Z | Eduard Pütsep (EST) Z | Oscar Lindelöf (SWE) P | 7.            |